# Гимн Федеративных Штатов Микронезии
Patriots of Micronesia, известный также как Across all Micronesia — государственный гимн Федеративных Штатов Микронезии. Гимн был утверждён в 1991 году. Положен на музыку немецкой студенческой песни Ich hab' mich ergeben (которая также была неофициальным гимном Западной Германии с 1949 по 1952 год).
До 1991 года официальным был гимн Preamble, который был утверждён в 1979 году (название отсылает к преамбуле недавно утверждённой конституции Микронезии, из которой в значительной степени заимствованы тексты песен).
Мелодия гимна очень близка к знаменитой русской новогодней песне «В лесу родилась ёлочка»[значимость факта?].

### Patriots of Micronesia
- Patriots of Micronesia (instrumental, mp3)
- Listen to the Micronesia Anthem (формат ASF)
- Sound file: Ich hab' mich ergeben (mp3)

### Preamble
- Гимн Микронезии (англ.)